# Periphyllus formosanus
Periphyllus formosanus är en insektsart som beskrevs av Takahashi, R. 1921. Periphyllus formosanus ingår i släktet Periphyllus och familjen långrörsbladlöss. Inga underarter finns listade i Catalogue of Life.